# Fredrik Barth
Fredrik Barth (Leipzig, 22 de desembre de 1928-24 de gener de 2016) va ser un antropòleg social noruec que va publicar diverses etnografies amb una clara visió formalista.
Va exercir com a professor en el departament d'Antropologia de la Universitat de Boston, i prèviament havia exercit diferents professorats en la Universitat d'Oslo, la Universitat de Bergen (on va fundar el departament d'Antropologia Social), la Universitat d'Emory i la Universitat Harvard.
Posseïa un alt grau de reconeixement entre els antropòlegs gràcies a la seva anàlisi transaccional dels processos polítics en el Vall Swat, al nord de Pakistan, i el seu estudi sobre processos microeconòmics i entepreneurship a l'àrea de Darfur en Sudan. Aquest treball ha estat pres com un exemple clàssic d'anàlisi formalista en Antropologia econòmica. Durant la seva llarga carrera també va realitzar importants estudis basats en el seu treball de camp en Bali i Nova Guinea i diversos països de l'Orient Mitjà, cobrint una llarga gamma de temes.
Barth va ser l'editor de Ethnic Groups and Boundaries (1969), en el qual va fer un acostament a l'estudi de l'etnicitat focalitzada en el desenvolupament de les negociacions de límits geogràfics entre grups de persones.
Barth va voler esborrar les nocions antropològiques de cultures com a entitats limitades, i deixar de veure a l'etnicitat com a generadora de llaços primordials, reemplaçant-les per una visió centrada en la interfície entre els grups.
Barth estava casat amb Unni Wikan, professora d'Antropologia Social en la Universitat d'Oslo, Noruega.

## Treballs seleccionats
- Barth, Fredrik. 1993. Balinese worlds. Chicago: University of Chicago Press
- Barth, Fredrik. 1987. Cosmologies in the making : a generative approach to cultural variation in inner New Guinea. Cambridge: Cambridge University Press.
- Barth, Fredrik. 1983. Sohar, culture and society in an Omani town. Baltimore: Johns Hopkins University Press.
- Barth, Fredrik. 1975. Ritual and knowledge among the Baktaman of New Guinea. Oslo: Universitetsforlaget.
- Barth, Fredrik (xarxa) 1969. Ethnic groups and boundaries. The social organization of culture difference, Oslo: Universitetsforlaget.
- Barth, Fredrik. 1966. Models of social organization
- Barth, Fredrik. 1962. Nomads of South-Pèrsia; the Basseri tribe of the Khamseh Confederacy. Oslo: Universitetsforlaget.
- Barth, Fredrik. 1959. Political leadership among Swat Pathans